# Бисерт
Бисерт (фр. Bissert) насеље је и општина у источној Француској у региону Алзас, у департману Доња Рајна која припада префектури Саверн.
По подацима из 2011. године у општини је живело 154 становника, а густина насељености је износила 45,7 становника/km². Општина се простире на површини од 3,37 km². Налази се на средњој надморској висини од 260 метара (максималној 258 m, а минималној 213 m).

## Демографија
| 1962. | 1968. | 1975. | 1982. | 1990. | 1999. | 2011. |
| ----- | ----- | ----- | ----- | ----- | ----- | ----- |
| 187   | 190   | 174   | 135   | 133   | 157   | 154   |

График промене броја становника у току последњих година